# Лаймы
Лаймы (сибирскотат. 
Әшле) — деревня в Вагайском районе Тюменской области России. Входит в состав Шестовского сельского поселения.

## География
Деревня находится в восточной части Тюменской области, в пределах подтаёжно-лесостепного района лесостепной зоны, к востоку от озера Юрминского, на расстоянии примерно 80 километров (по прямой) к юго-западу от села Вагай, административного центра района.
Часовой пояс
Деревня Лаймы, как и вся Тюменская область, находится в часовой зоне МСК+2. Смещение применяемого времени относительно UTC составляет +5:00.

## Население
| 2010 |
| ---- |
| 168  |

Половой состав
По данным Всероссийской переписи населения 2010 года в гендерной структуре населения мужчины составляли 45,2 %, женщины — соответственно 54,8 %.
Национальный состав
Согласно результатам переписи 2002 года, в национальной структуре населения татары составляли 99 % из 160 чел.